# نتی‌کونازول
نتی‌کونازول (انگلیسی: Neticonazole) یک داروی ضد قارچ ایمیدازول برای درمان عفونت‌های قارچی پوست است.
نتیکونازول تنها برای استفاده در ژاپن تایید شده است. به عنوان یک پماد موضعی با نام تجاری Atolant فروخته می‌شود.